# Rotterdam Open 2021 - Qualificazioni singolare
Le qualificazioni del singolare del Rotterdam Open 2021 sono state un torneo di tennis preliminare per accedere alla fase finale della manifestazione. I vincitori dell'ultimo turno sono entrati di diritto nel tabellone principale. In caso di ritiro di uno o più giocatori aventi diritto a questi sono subentrati i lucky loser, ossia i giocatori che hanno perso nell'ultimo turno ma che avevano una classifica più alta rispetto agli altri partecipanti che avevano comunque perso nel turno finale.

## Teste di serie
1. Márton Fucsovics (qualificato)
2. Jérémy Chardy (qualificato)
3. Cameron Norrie (qualificato)
4. Marcos Giron (qualificato)

1. Pierre-Hugues Herbert (secondo turno)
2. Norbert Gombos (secondo turno)
3. Andreas Seppi (secondo turno)
4. Antoine Hoang (secondo turno)

## Qualificati
1. Márton Fucsovics
2. Jérémy Chardy

1. Cameron Norrie
2. Marcos Giron

## Tabellone

### Legenda
| - Q = Qualificato - WC = Wild card - LL = Lucky loser | - ALT = Alternate - SE = Special Exempt - PR = Protected Ranking | - w/o = Walkover - r = Ritirato - d = Squalificato |

### Sezione 1
|  | Primo turno | Primo turno           | Primo turno           | Primo turno | Primo turno |  |  | Ultimo turno | Ultimo turno          | Ultimo turno          | Ultimo turno | Ultimo turno |  |
|  |             |                       |                       |             |             |  |  |              |                       |                       |              |              |  |
|  | 1           | Márton Fucsovics      | Márton Fucsovics      | 6           | 6           |  |  |              |                       |                       |              |              |  |
|  |             | Arthur Rinderknech    | Arthur Rinderknech    | 2           | 4           |  |  | 1            | Márton Fucsovics      | Márton Fucsovics      | 6            | 6            |  |
|  |             | Václav Šafránek       | Václav Šafránek       | 6           | 2           |  |  | 5            | Pierre-Hugues Herbert | Pierre-Hugues Herbert | 4            | 3            |  |
|  | 5           | Pierre-Hugues Herbert | Pierre-Hugues Herbert | 7           | 6           |  |  |              |                       |                       |              |              |  |

### Sezione 2
|  | Primo turno | Primo turno       | Primo turno   | Primo turno | Primo turno |  |  | Ultimo turno | Ultimo turno  | Ultimo turno | Ultimo turno | Ultimo turno |  |
|  |             |                   |               |             |             |  |  |              |               |              |              |              |  |
|  | 2           | Jérémy Chardy     | 6             | 4           | 6           |  |  |              |               |              |              |              |  |
|  |             | Tallon Griekspoor | 4             | 6           | 0           |  |  | 2            | Jérémy Chardy | 6            | 5            | 6            |  |
|  | WC          | Ryan Nijboer      | Ryan Nijboer  | 4           | 0           |  |  | 8            | Antoine Hoang | 4            | 7            | 4            |  |
|  | 8           | Antoine Hoang     | Antoine Hoang | 6           | 6           |  |  |              |               |              |              |              |  |

### Sezione 3
|  | Primo turno | Primo turno     | Primo turno     | Primo turno | Primo turno |  |  | Ultimo turno | Ultimo turno   | Ultimo turno   | Ultimo turno | Ultimo turno |  |
|  |             |                 |                 |             |             |  |  |              |                |                |              |              |  |
|  | 3           | Cameron Norrie  | Cameron Norrie  | 6           | 6           |  |  |              |                |                |              |              |  |
|  | Alt         | Miliaan Niesten | Miliaan Niesten | 2           | 0           |  |  | 3            | Cameron Norrie | Cameron Norrie | 6            | 6            |  |
|  |             | Maxime Cressy   | Maxime Cressy   | 4           | 1           |  |  | 7            | Andreas Seppi  | Andreas Seppi  | 3            | 2            |  |
|  | 7           | Andreas Seppi   | Andreas Seppi   | 6           | 6           |  |  |              |                |                |              |              |  |

### Sezione 4
|  | Primo turno | Primo turno       | Primo turno    | Primo turno | Primo turno |  |  | Ultimo turno | Ultimo turno   | Ultimo turno   | Ultimo turno | Ultimo turno |  |
|  |             |                   |                |             |             |  |  |              |                |                |              |              |  |
|  | 4           | Marcos Giron      | 6              | 5           | 6           |  |  |              |                |                |              |              |  |
|  | WC          | Tim van Rijthoven | 2              | 7           | 4           |  |  | 4            | Marcos Giron   | Marcos Giron   | 6            | 6            |  |
|  | WC          | Jelle Sels        | Jelle Sels     | 3           | 6           |  |  | 6            | Norbert Gombos | Norbert Gombos | 3            | 4            |  |
|  | 6           | Norbert Gombos    | Norbert Gombos | 6           | 7           |  |  |              |                |                |              |              |  |